# Modelo (arquitectura)
En arquitectura, un modelo es un edificio, normalmente un edificio paradigmático o arquetípico, que sirve como guía de inspiración para crear una obra nueva, totalmente diferente. A veces también se usa para referirse a una maqueta (como anglicismo de scale model), representación o reproducción construida normalmente a una escala menor con la intención de mostrar la imagen del edificio o de una parte suya, estudiar sus detalles constructivos, comprobar su funcionamiento o juzgar su apariencia.

## Modelos estéticos
Según Ludovico Quaroni, hace referencia -directa o transferida- a la obra única e irreproducible que sin embargo puede impulsar a otras personas distintas al autor original a repetir algunas de sus características, debido precisamente a su carácter de perfección y de "ejemplo" (tomando esta palabra en su doble sentido). El modelo es un único original y concreto que contiene un máximo de valores específicos y que se distingue por su riqueza y perfección. Se diferencia del tipo en que éste es síntesis a posteriori, clasificatoria y no creativa de caracteres invariantes y no originales, una categoría lógica de investigación selectiva del pasado. La elección de un modelo implica un juicio de valor que reconoce la perfección o la ejemplaridad de la obra, que estimula su imitación o interpretación.
En el Renacimiento el Panteón de Roma fue el modelo tomado para la incorporación de la cúpula en las iglesias, desde las cúpulas de la Catedral de Florencia y San Pedro de Roma hasta la de la basílica de El Escorial. El templete de San Pietro in Montorio de Bramante es un buen ejemplo de este proceso. Originalmente depende claramente de un tipo (el templo redondo períptero descrito por Vitruvio), pero se vincula a modelos históricos formales (el Templo de la Sibila de Tívoli), proponiéndose finalmente como tipo y como modelo.
En el Neoclasicismo los arquitectos se inspiraron sobre todo en otro de los edificios emblemáticos de la antigüedad, el Partenón, que se usó en Francia en la iglesia de Santa Genoveva, hoy Panteón de Hombre Ilustres, y en la parisina iglesia de la Madeleine. En Inglaterra se emplea el mismo esquema en el Templo de la Concordia y la Victoria y en el Museo Británico, mientras que en Alemania se emplea en la Gliptoteca de Múnich y el Valhala del pueblo alemán y en Estados Unidos en el Capitolio, en sus dos fachadas, y en el diseño del Banco de Pensilvania. En España Ventura Rodríguez emplea este modelo en la fachada de la catedral de Pamplona y Juan de Villanueva en la fachada principal del Museo del Prado, la actual puerta de Velázquez. Para Quaroni, a diferencia del Renacimiento, el Neoclásico asume como modelo la tipología arquitectónica y no la arquitectura clásica, llegando a producir obras que no son más que la transcripción material de los tipos.
Tanto los arquitectos renacentistas como los neoclásicos procuraban mantener una imagen literaria y erudita, lejos de limitarse a reproducir las ruinas de la Antigüedad greco-romana. Sus creaciones buscaron siempre un modelo ideal o idealizado, consiguiendo sistematizarlos y plasmarlos de forma teórica en los numerosos tratados de Arquitectura de la época.

## Modelos funcionales
Las edificaciones de las iglesias cristianas tienen como modelo el Templo de Jerusalén: el Sagrario, el Tabernáculo y el Presbiterio, como contenedores de la Eucaristía, son considerados el nuevo Sanctasanctórum, el lugar donde habita Dios en la Tierra. 